# كلاود نيكولاس لوديو
كلاود نيكولاس لوديو- (1736 - 1806) كان مهندس معماري فرنسي ومخطط مدن. وواحد من أهم مفسري العمارة الكلاسيكية الجديدة. أبحاثه المعمارية الاستثنائية، التي تشبه إلى حد ما أعمال المعماري إتيان لويس بوليه، توصلت إلى لغة مبسطة ومبتكرة، موجهة نحو أشكال نقية: كالأهرامات، والكرات والمكعبات، التي تطمح إلى خلق عمارة تتحدث"، أي رمزية، قادرة على ايصال وظيفتها المدنية وظيفة الأهلية.
اهتم منذ البداية بنظام الدوريك، وبعمارة المهندس الإيطالي أندريا بالاديو. صمم لوديو عدداً من مباني للمكاتب ومصنعاً وبعض المجمعات السكنية وكان أول المعماريين الغربين الذي اهتموا بفكرة المدينة الصناعية. وتم تكليفه عام 1778م بتصميم مداخل لمدينة باريس. بعض مشروعات لودو كانت تتخطى الميزانيات المرصودة لها. وعادة ما كان يصمم مبانيه على قاعدة مزدوجة مرتفعة ودرج حولها... .

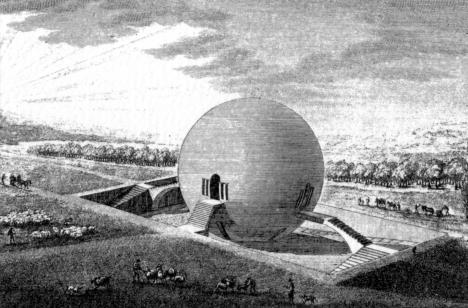
كلود نيكولا Ledoux، مشروع بيت حراس الحقول، عام 1790

## روابط خارجية
- كلاود نيكولاس لوديو على موقع الموسوعة البريطانية (الإنجليزية)